# Contea di Wicklow
Il Wicklow (Contae Chill Mhantáin in gaelico irlandese) è una contea tradizionale e amministrativa della Repubblica d'Irlanda, più precisamente della provincia del Leinster. Deve il suo nome al capoluogo e ai celebri monti Wicklow, ed è conosciuta anche come Garden of Ireland ("Giardino d'Irlanda").
Confina ad est col Mar d'Irlanda ed il Canale di San Giorgio, a nord con Dún Laoghaire-Rathdown e South Dublin, ad ovest con Carlow e Kildare e sud con Wexford. La contea fa parte di quella che viene considerata "Greater Dublin Area".

## Topografia
Wicklow è una delle più rinomate contee dell'Irlanda per quel che riguarda la bellezza dei paesaggi. Questo aspetto riguarda senz'altro la zona costiera ma ancor di più il selvaggio entroterra.

### Orografia
La porzione centrale della contea è formata da una delle principali catene montuose dell'isola d'Irlanda, i Monti Wicklow. La direzione di questa formazione montagnosa è da nord-est a sud-ovest ed i picchi più alti sono situati al centro del massiccio; in realtà sono alture piuttosto lunghe e arrotondate, quasi mai precipitose, che raggiungono le altitudini massime con le cime Kippure (752 m), Mullaghcleevaun (848), Table Mountain (700) e infine Lugnaquilla (925), l'ultima, essendo la più alta, requisita un tempo dal War Office come campo di manovra. La catena si innalza da nord con una successione di alture intersecate da provondi vallate (glens) e forma i confini con Wexford e Carlow. Le propaggini settentrionali scemano in colline fino alla capitale irlandese Dublino, tanto che oggi sono considerate un'attrazione della zona residenziale meridionale della città.

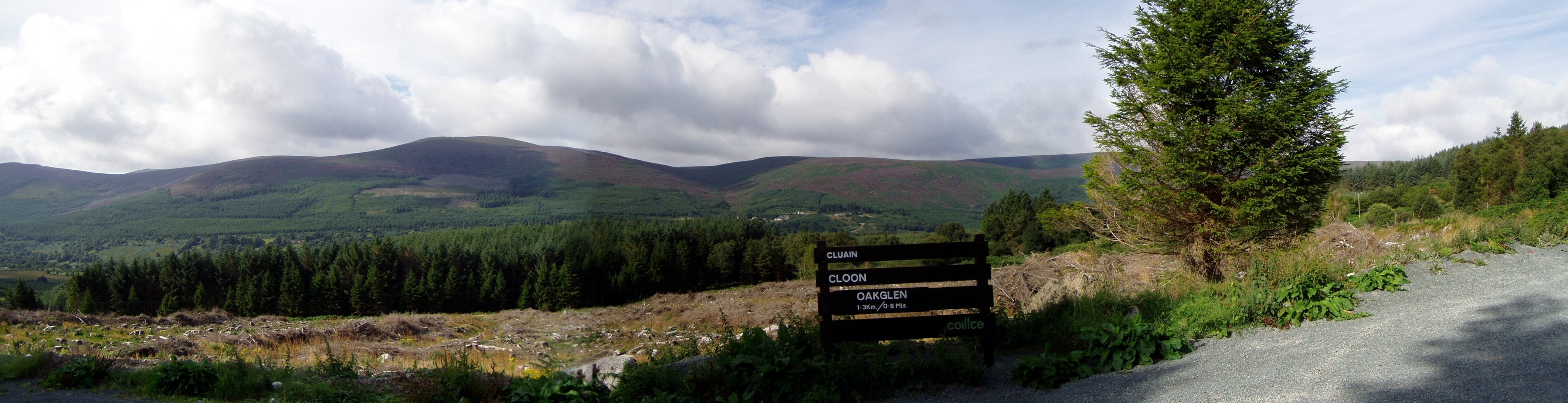
Panoramica dei Monti Wicklow

Le vallate sono spesso scavate da fiumi e torrenti, che formano pregevoli terrazze naturali, specialmente a Glenmalur e nella parte bassa di Glendalough. È nei profondi glens che si può provare la particolare sensazione che offrono i monti della contea, col contrasto frequente fra il terreno brullo e arido delle alture e le rigogliose foreste che crescono ai lati delle sponde dei corsi d'acqua.
Proprio l'acqua che sgorga da questi monti è utilizzata come uno dei quattro ingredienti per la fabbricazione della celeberrima Guinness, con il malto, il luppolo e il lievito. Contrariamente a quanto molti pensano, l'acqua della Guinness infatti non proviene dal fiume Liffey che scorre per la capitale irlandese.
Tra le vallate più famosi ci sono senz'altro Glendalough, Dargle, Glencree, Glen of the Downs, Devil's Glen ("Valle del Diavolo"), Glenmalure e la bella vallata dell'Avoca.
Il pittoresco scenario che offrono i Monti Wicklow si incastra in maniera suggestiva ed armoniosa col resto pianeggiante e delicato delle zone vicine.

### Coste e isole

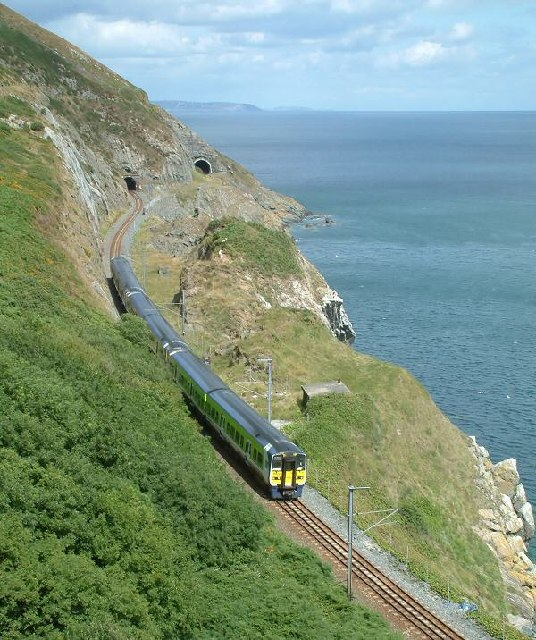
Capo Bray
Il promontorio è attraversato sull'orlo del precipizio dalla ferrovia irlandese

La costa corre latitudinalmente nella parte orientale della contea e si estende, per circa 60 km, dai centri di Bray e Arkow, che formano la linea costiera di confine con le altre contee. Sebbene non in maniera drammatica come per le controparti occidentali, le coste della contea sono piuttosto impervie e precipitose in mare e anche abbastanza pericolose da approcciare con le imbarcazioni.
Oltre alla Baia di Brittas, comunque piuttosto aperta e quasi a stento considerabile un'insenatura, la costa è abbastanza lineare e continua, senza formare mai baie degne di questo nome: il porto naturale di Wicklow Town ha un discreto traffico, ma quello di Arklow, ad esempio, è solo per piccole imbarcazioni. A nord di Wicklow Town, invece, c'è una enorme spiaggia di svariati km, Leamore Strand.
I promontori principali sono Capo Wicklow, Ardmore Point, Capo Bray e Capo Mizen, da non confondere col celebre omonimo capo della contea di Cork. Capo Bray è molto particolare, in quanto è attraversato dalla ferrovia nazionale a pochi metri dal precipizio che lo contraddistingue: le rotaie spesso devono essere aggiustate in corsa o riallineate per il continuo pericolo di caduta di massi o instabilità del terreno.
Non ci sono isole al largo della contea.

### Idrografia

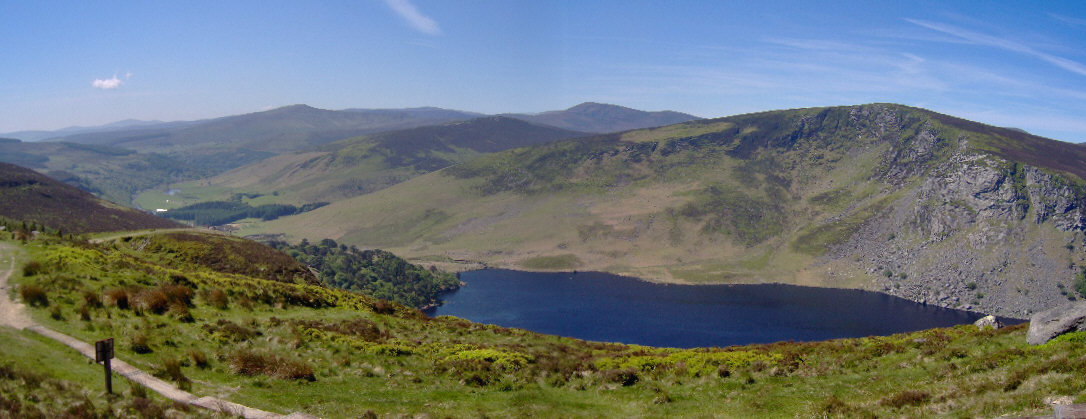
Lough Tay tra i Monti Wicklow

I principali fiumi della contea sono il Liffey, famoso per attraversare anche Dublino, che delinea il confine nord-occidentale; il Vartry, che scorre attraverso il Devil's Glen fino alla foce a nord di Capo Wicklow; l'Avonmore e l'Avonbeg, che si uniscono al "meeting of the waters" per formare l'Avoca, che raccoglie anche le acque dell'Aughrim e sfocia ad Arklow; ed infine lo Slaney, nella parte occidentale della contea, che sconfina poi nel Carlow.
I laghi sono piccoli ma numerosi, situati principalmente nelle valli montane o nelle vallate glaciali. I principali sono: il lago Lough Dan, il Bray, il Tay (chiamato anche Luggelaw) ed i laghi di Glendalough inferiore e superiore. Questi specchi d'acqua sono molto apprezzati per la pesca della trota.

### Geologia

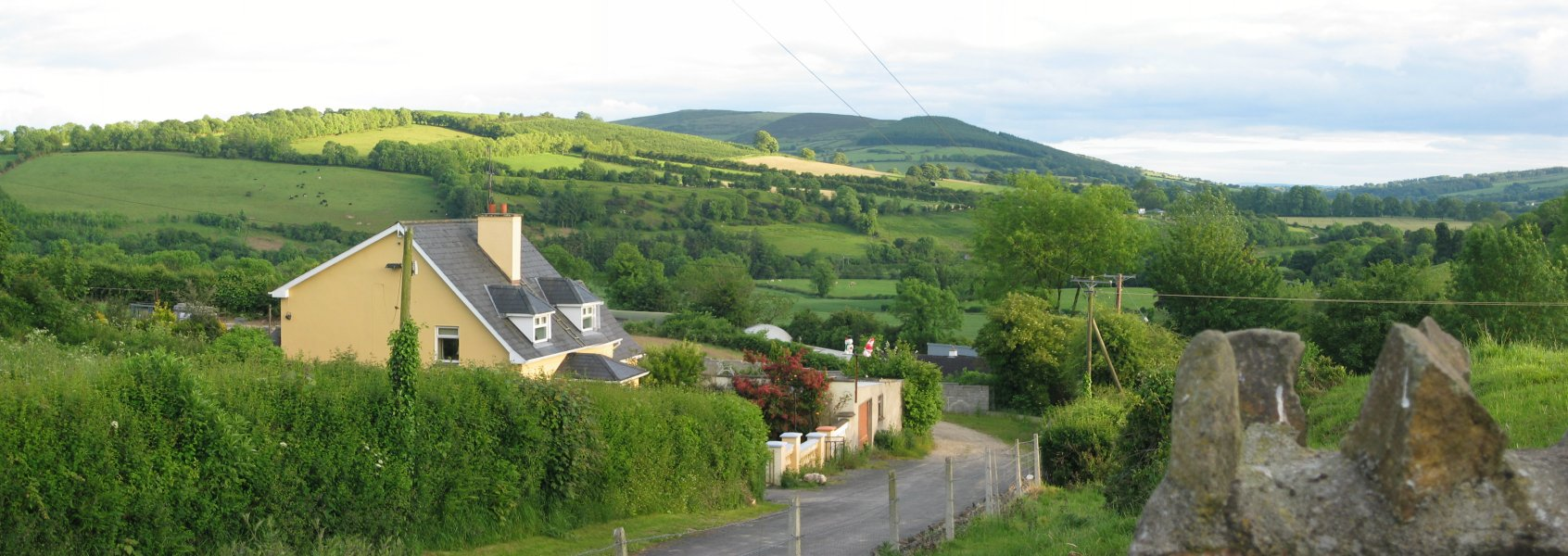
Il countryside di Wicklow

Wicklow, geologicamente parlando, è principalmente un'estensione della contea di Wexford, con confine la catena del Leinster ad ovest e le piccole alture del periodo Siluriano verso il mare. La zona montagnosa principale è formata da granito spesso ricoperto da vari muschi, con una zona marginale di Mica-Scistosa, prodotta dal contatto degli strati Siluriani, che si estende da Shillelagh fino al mare a nord di Bray, con il picco di Lugnaquilla a raggiungere l'altitudine più elevata. La parte di montagna più delicata e arrotondata dà spazio invece a paesaggi più differenziati, dove i corsi d'acqua s'insinuano profondamente nelle regioni siluriane, al punto che da tempo l'acqua corrente di Dublino viene raccolta dalla regione e incanalata in un lago artificiale ai piedi della prima altura vicino Roundwood. Da Wicklow Town fino a Bray, sono presenti strati di quarzite rossa, verdastra e bruna, probabilmente del Cambriano, che forma un territorio collinare dominato dal Monte Carrick, dal Great Sugarloaf (Gran pan di zucchero) e da Capo Bray. Nel suolo siluriano del sud si trovano anche rocce intrusive, rocce vulcaniche e diorite.
Al confine con l'oro è stato estratto anche una considerevole quantità di oro, il piombo è invece presente ad ovest di Laragh, mentre le miniere della valle dell'Avoca contengono bronzo, piombo e pirite.

## Storia

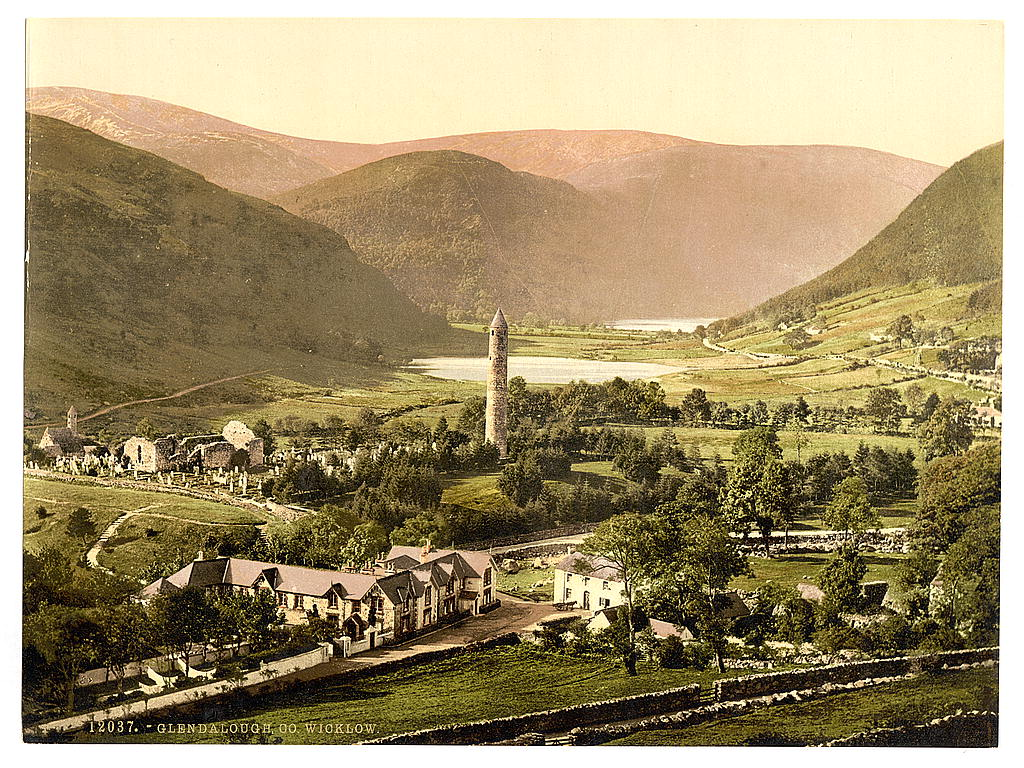
Monti Wicklow e Glendalough nel XIX secolo

Il Wicklow è talvolta soprannominato the last county ("l'ultima contea") in quanto fu l'ultima delle contee tradizionali ad essere stata fondata - nel 1605 da un territorio che faceva prima parte della contea di Dublino. Wicklow è anche curiosamente l'ultima contea in ordine alfabetico.
Appena creata, si trovò subito invischiata nella Rivoluzione inglese, parteggiando per la causa monarchica, ma appena Oliver Cromwell vi mise piede si piegò immediatamente senza metter mano alle armi. Durante la ribellione del 1798, alcuni degli insurrezionalisti si rifugiarono tra i monti della contea, con conseguenti scontri fra le truppe britanniche e una loro truppa comandata da Joseph Holt (1756-1826) vicino Aughrim e in seguito ad Arklow.
Una Military Road ("Strada Militare") fu costruita attraverso il territorio della contea per rendere disponibile alle truppe britanniche un veloce accesso ai focolai dei ribelli irlandesi rimasti nei monti Wicklow nel XIX secolo. La centrale idroelettrica di Turlough Hill, invece, sempre situata sui monti, fu costruita tra gli anni sessanta e settanta: è l'unica in Irlanda e, al momento della sua inaugurazione, era una grande opera di alta ingegneria.

## Cultura

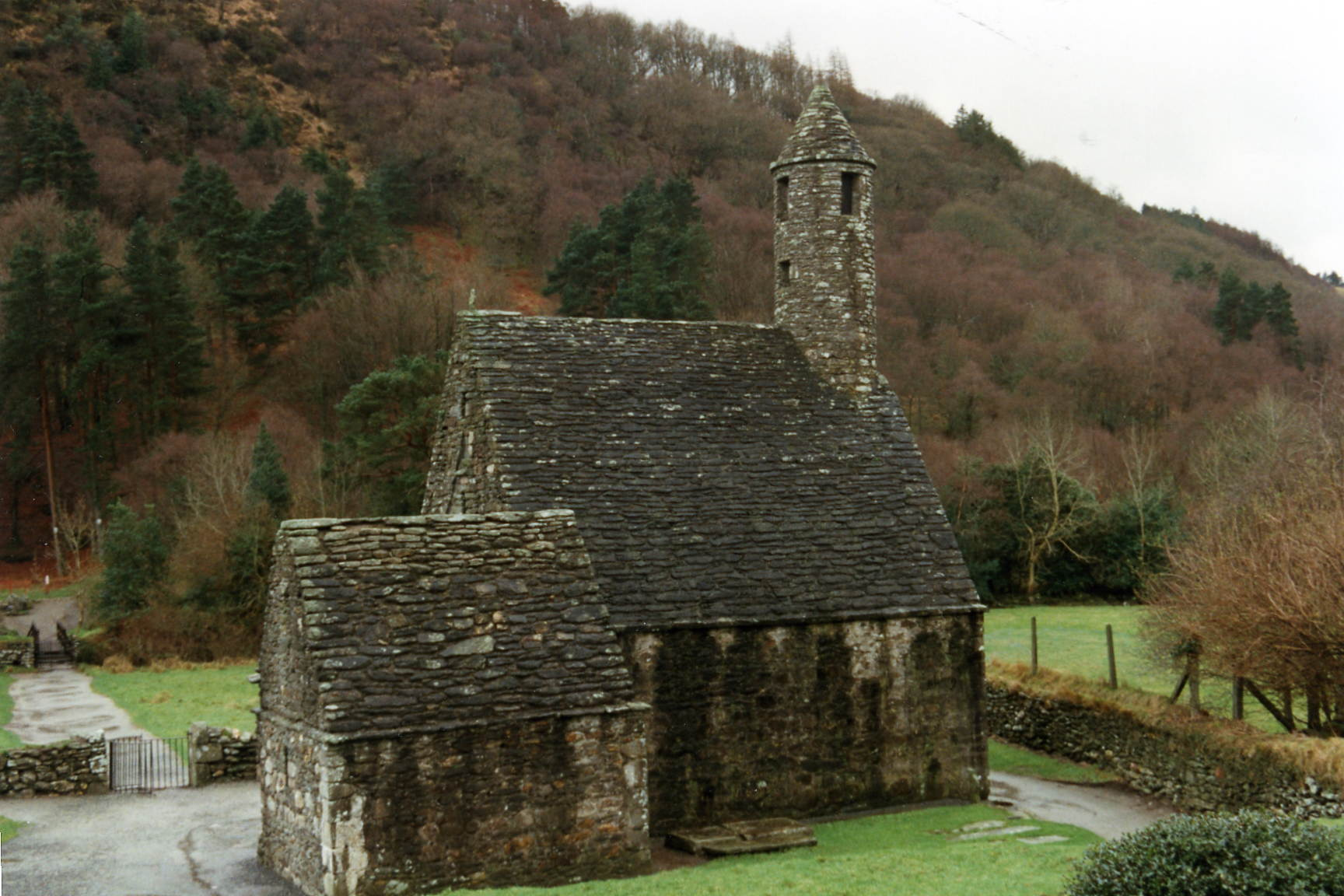
Kevin's Kitchen
La parte più suggestiva del monastero di Glendalough

Nel Wicklow l'aspetto culturale determinante sono i resti archeologici ed architettonici.
Di carattere preistorico, sono da evidenziare i cromlech vicino Enniskerry, sulla cima del Lugnaquilla e l'ultimo, circondato anche da un cerchio dei druidi, a Donaghmore.
I resti religiosi e monastici sono numerosi ed interessanti, soprattutto a Rathdrum, Baltinglass e Wicklow, ma passano in secondo piano paragonati all'antico monastero di Glendalough, situato nell'entroterra della contea e conosciuto anche come "le sette chiese" (seven churches), con una torre circolare perfettamente conservata, è senz'altro l'edificio monastico storico più importante in Irlanda insieme a Clonmacnoise. Tradizionalmente si dice sia stato fondato da San Kevin, che visse come eremita nella valle dove morì il 3 giugno 618.

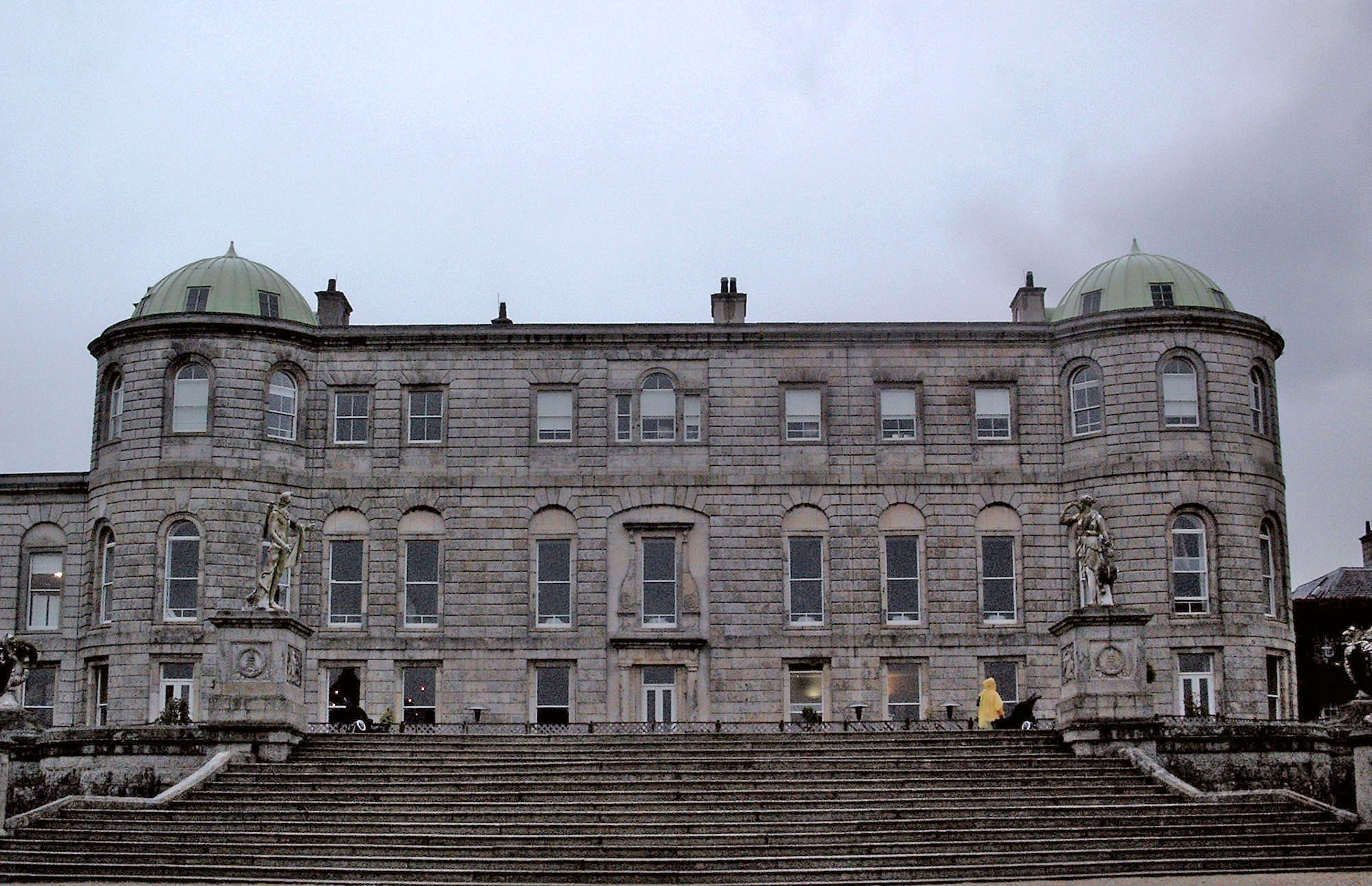
L'elegante villa di Powerscourt

Delle roccaforti medievali, associate alle prime guerre, assumono particolare interesse il Black Castle, vicino Wicklow, originariamente fondato dai conquistatori Normanni, ma preso dalle tribù irlandesi nel 1301, e successivamente ricostruito da William Fitzwilliam; il rudere di Castle Kevin, l'antico maniero degli O'Tooles, costruito la prima volta nel XII secolo; e le rovine del vecchio castello degli Ormond ad Arklow, eretto da Theobald FitzWalter (morto nel 1285) e scena di frequenti conflitti durante l'invasione di Oliver Cromwell, che lo rase quasi completamente al suolo nel 1649 lasciando in piedi quel poco che rimane tutt'oggi.
L'elegante villa di Powerscourt occupa il sito di un vecchio forte eretto da De la Poer, uno dei guerrieri che sbarcò con Strongbow nel regno di Enrico VIII. È stata dimora degli O'Tooles e degli O'Brynes.

## Economia, trasporti e infrastrutture

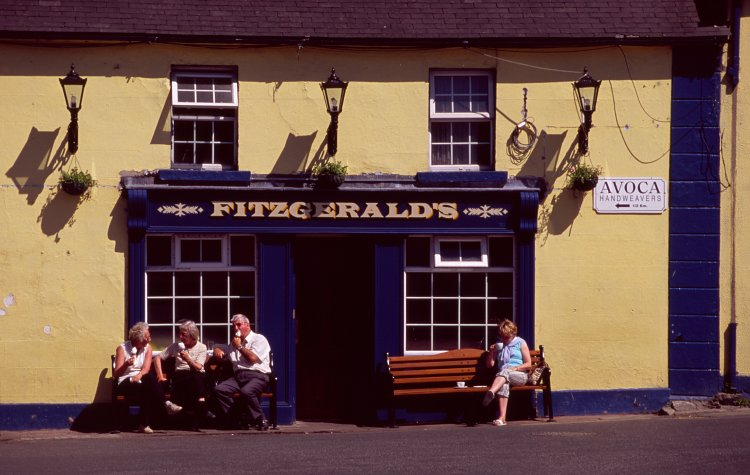
Negozietto tipico ad Avoca
Il turismo è il settore economico più importante della contea

L'agricoltura è un settore economico molto importante nel Wicklow, e riguarda cereali nelle zone pianeggianti e allevamento ovino sulle zone montagnose e collinari. L'economia agricola ha introdotto nel territorio due importanti compagnie per l'essiccazione del grano e la produzione di carne.
Il turismo è una delle industrie principali, favorito dalla bellezza delle coste e dalla natura selvaggia delle montagne, oltre che dai luoghi storici e culturali e la vicinanza con Dublino.
L'industria manifatturiera è la seconda industria per produzione, con un nutrito contingente di imprese d'oltremare, come le statunitensi Dell Direct e Schering-Plough a Bray, che produce medicinali.

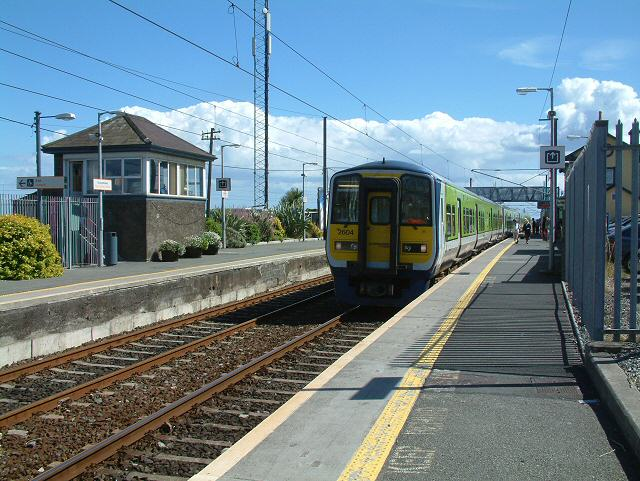
Stazione di Greystones
La stazione del villaggio costiero è una fermata importante per le ferrovie nazionali e il capolinea meridionale della DART

Data la vicinanza (circa 20 km) di Dublino dal confine col Wicklow, la contea è servita abbastanza bene per quel che riguarda i trasporti. Via terra ci sono ben due strade nazionali principali che collegano la capitale irlandese, mentre le zone montagnose sono percorse da strade rurali che collegano la costa all'entroterra.
Via bus, la Bus Éireann offre un servizio lungo la contea collegando Wicklow a Dublino, Waterford e Rosslare; via ferro, la Irish Rail percorre la zona costiera, spesso a picco sul mare come a Capo Bray, sia con la DART di Dublino sia con i treni nazionali.
L'aeroporto più vicino è quello principale irlandese, il Dublin Airport, impianto che offre ovviamente anche voli internazionali.
Dún Laoghaire è il porto per traghetti più vicino, ma anche il più grande d'Irlanda, a Rosslare nel Wexford, è a malapena a 90 km.

## Politica
La contea è amministrata dal Wicklow County Council, con 23 consiglieri eletti a suffragio universale ogni 5 anni in cinque distretti elettorali:
- Arklow
- Baltinglass
- Bray
- Greystones
- Wicklow

## Luoghi principali

### Città
- Wicklow (capoluogo)
- Arklow
- Bray
- Greystones

### Unincorporated towns
- Ashford
- Aughrim
- Baltinglass
- Blessington
- Aghavannagh
- Dunlavin
- Enniskerry
- Kilcoole
- Newcastle
- Newtownmountkennedy
- Rathdrum
- Rathnew

### Villaggi
- Aghavannagh
- Annamoe
- Avoca
- Ballinaclash
- Ballycoogue
- Carnew
- Charlesland
- Coolboy
- Delgany
- Donard
- Glendalough
- Glenealy
- Grangecon
- Greenan
- Hollywood
- Killincarrig
- Kilmacanogue
- Kilpedder
- Kilquade
- Kiltegan
- Knockananna
- Lacken
- Laragh
- Manor Kilbride
- Redcross
- Roundwood
- Shillelagh
- Stratford-on-Slaney
- Tinahely
- Valleymount
- Woodenbridge

### Townlands
- Ballinakil
- Butterhill
- Hempstown
- Rathdanga

### Località

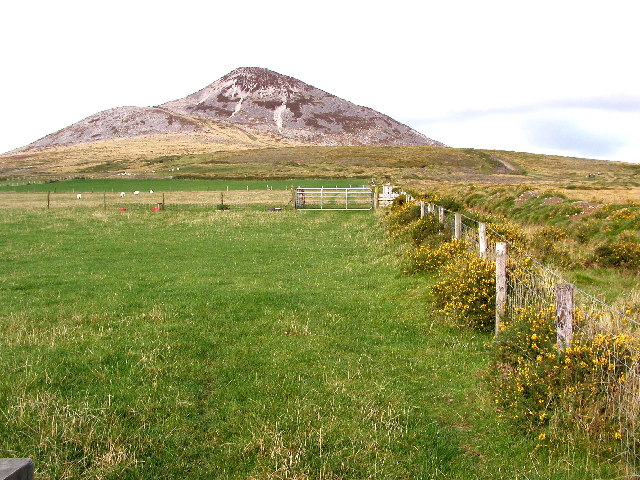
Great Sugar Loaf
Caratteristica altura che richiama, come suggerisce il nome, un grande pan di zucchero

- Monti e alture:
  - Monti Wicklow
  - Great Sugar Loaf
- Località turistiche:
  - Powerscourt
  - Glendalough
  - Sally Gap
  - Wicklow Gap
  - Avondale Forest Park
- Fiumi:
  - Liffey
  - Avoca